# Volvo P1900
La Volvo P1900 era una spider con carrozzeria in fibra di vetro costruita dalla Volvo in piccolo numero dal 1956 al 1957.

## Il contesto

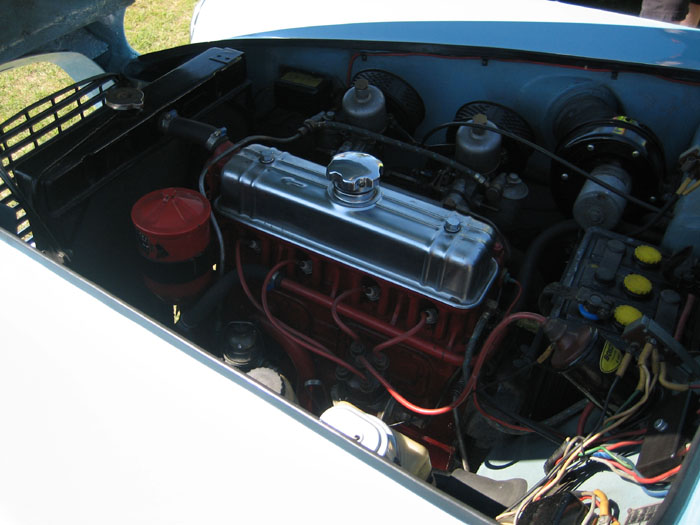
Il motore

Quando il presidente e fondatore della Volvo, Assar Gabrielsson, in viaggio negli Stati Uniti d'America, vide una Chevrolet Corvette, pensò che anche la Volvo dovesse costruire un modello simile. Chiese alla Glasspar (azienda californiana produttrice di barche) di progettare una scocca in fibra di vetro, che poi sarebbe stata prodotta in Svezia. L'auto si basava su un telaio tubolare e montava i motori della serie B14A e B16B, abbinati ad un cambio a tre marce. Molte delle componenti erano prese dalla Volvo PV444.
La richiesta era bassa, come la qualità costruttiva dell'auto. Gunnar Engellau, che aveva sostituito Gabrielsson nel 1956, ne guidò una durante un week-end di vacanza e ne fu talmente insoddisfatto che, la settimana successiva, ordinò che fosse tolta di produzione. Famosa fu la citazione: "Pensavo che si sarebbe potuta sfasciare!".
La produzione totale di P1900 fu di 68 veicoli più quattro o cinque prototipi. Nel 1956 ne furono costruite 44, la maggior parte destinate al mercato interno. Invece la produzione del 1957 andò principalmente negli Stati Uniti. L'erede fu la Volvo P1800.